# 蘇州夜曲
〈蘇州夜曲〉（日语：／ Soshū Yakyoku）是日本电影《支那之夜》的插曲及主题音乐，由西條八十作词，服部良一作曲，由女主演李香蘭在1940年6月上映的影片中首唱该曲而成为〈蘇州夜曲〉的原唱者。《蘇州夜曲》词曲浪漫优美，充满日本人想像中古典中国的氛围。

《蘇州夜曲》是日本在战时最具代表性的歌谣曲之一，是服部良一认为自己一生所创作的最满意的作品，也是李香兰最有名的原唱日语歌曲代表作品，流传至今，被数十位日本专业歌手翻唱。1943年还出现了《蘇州夜曲》的中文版，至今被一些华语歌手翻唱，但流行程度和影响力远不及日文版。此外《蘇州夜曲》还是许多赴日的中国民族乐器（如二胡）乐手所录制的专辑中必定包含的曲目。

## 创作背景
1940年6月上映的影片《支那之夜》里共有三首歌曲: 主题曲《支那之夜》和两首插曲《蘇州夜曲》、《想兄谱》，其中歌曲《支那之夜》先于电影《支那之夜》发表，原唱是渡邊はま子(渡邊浜子)，1938年12月已推出唱片，可說是，電影是因應歌曲流行而創作，而两首插曲是根据影片中剧情的需要专门创作的，属于影片《支那之夜》的原生歌曲。在影片中《蘇州夜曲》和歌曲《支那之夜》由女主角李香兰(山口淑子)主唱，《想兄谱》由参加演出的女歌手服部富子(服部良一之妹)演唱。

《蘇州夜曲》是「专为李香兰而写的」。蘇州是影片《支那之夜》中男女主人公新婚旅行及女主人公(李香兰主演)殉夫赴死之地，在影片中有着很重要的地位，所以导演伏水修决定在影片中要有一首由李香兰主唱的，以蘇州为歌名及题材的爱情歌曲，以增强影片的感染力，这便是《蘇州夜曲》产生的最初起源。

伏水修导演委托著名诗人、作词家西条八十与著名作曲家服部良一为李香兰“量身定做”一支“蘇州情歌”。首先西条八十完成歌词创作。在《蘇州夜曲》的歌词中，他将桃花流水、月色迷蒙的凄美景色与情人之间无限缠绵的感情予以互相映衬，营造出独特的艺术氛围。接着服部良一以中国江南小调为基础，参考日本和美国爱情歌曲的曲风，写出旋律。

服部良一自称《蘇州夜曲》是为了李香兰而特意创作的，而李香兰努力学习古典美声唱法，在影片中也确实唱出了创作者西条八十和服部良一透过时代背景以及《枫桥夜泊》这首唐诗千百年来营造出的心灵景象，唱出了水乡蘇州的风土景致与缠绵的儿女情爱充分交织。

## 歌词

### 原版全文（日中文对照）
作词：西条八十

君がみ胸に　抱かれて闻くは...........被你拥在怀中 聆听着

梦の船呗　鸟の歌........................梦中的船歌 鸟儿的歌唱

水の蘇州の　花散る春を................水乡蘇州 花落春去

惜しむか　柳がすすり泣く................令人惋惜 杨柳在哭泣

花をうかべて　流れる水の..............漂浮着花瓣的 流水

明日のゆくえは　知らねども............明日流向何方 可知否

こよい映した　ふたりの姿...............今宵映照 二人的身影

消えてくれるな　いつまでも.............请永远 不要抹去

髪にか饰ろか　接吻しよか..............装饰在髪稍上吧 轻吻一下吧

君が手折し　桃の花......................你手折的 桃花

涙ぐむよな　おぼろの月に...............泪眼迷蒙 月色朦胧

钟が鸣ります　寒山寺....................钟声回响 寒山寺

### 國語版
作词：滌亞
投君懷抱裡 無限纏綿意

船歌似春夢 流鶯婉轉啼

水鄉蘇州 花落春去

惜相思長堤 細柳依依
落花順水流 流水長悠悠

明日飄何處 問君還知否

倒映雙影 半喜半羞

願與君熱情 永存長留
为卿理青丝 身儿紧相偎

郎折桃花枝 慎毋染珠泪

云间明月 分外清丽

钟声摇曳 寒山寺

## 原唱版本

### 電影中的原唱版本
最初的版本是影片《支那之夜》里的原唱插曲(李香兰主唱)，1940年6月随影片上映时发表。在影片中《蘇州夜曲》唱了两次。第一次唱了第一、三俩节，第二次唱了第二节。

第一次是日本年青船员和中国女子桂兰(李香兰主演)新婚旅行去蘇州，在蘇州名胜虎丘唱了这首歌的。李香兰随着两人水边漫步的步划，以舒缓的节奏唱出，歌声甜美，柔情似水，喜悦之中又带着一丝娇羞。伴奏和缓抒情，轻柔弹指的钢琴声和月琴拨动的乐声表现出阵阵水面微波荡漾。随着歌声电影画面出现虎丘剑池，李香兰面部充满喜悦的表情，手握一束日本船员摘给的桃花，最后画面出现寒山寺，与唱词高度契合。总之李香兰的歌唱，表演和伴奏，电影画面四者的完美融合，营造了一个词曲作者和导演所要达到的意境。

第二次是日本船员在执行运输任务时遭抗日游击队袭击、生死不明的情况下，桂兰痛不欲生而去蘇州殉夫赴死，在投河之前唱的。此时孤身一人故地重游，心境完全两样，李香兰用哭腔唱的如泣如诉，催人泪下。

正当桂兰踏入水中的时候，日本船员赶到现场，原来他只受轻伤，安全生还。结局转悲为喜，桂兰和日本船员幸福团圆，影片在歌曲支那之夜的合唱中就此结束。

最后应该指出的是《蘇州夜曲》的曲子也是电影《支那之夜》的主题音乐，在电影中反复出现。
不過，由於版權問題，當時李香蘭並沒有將《蘇州夜曲》灌錄成唱片。战后，李香兰恢復其本名山口淑子的日本人身份，返回日本繼續其演藝及歌唱事業。直至1953年，在其主演的电影《抱拥》中再次演唱了《蘇州夜曲》，并应日本哥伦比亚唱片公司之邀录制发行了《蘇州夜曲》独唱唱片。

### 李香蘭(山口淑子)早期版本
1940-06-05 蘇州夜曲(日語)(插曲一[新婚旅行].第一及第三段歌詞) 李香蘭 支那の夜(映画) 長谷川一夫 李香蘭 伏水修(監督) 東寶映畫 <曲：服部良一> <詞：西條八十>
1940-06-05 蘇州夜曲(日語)(插曲二[投河殉夫].第二段歌詞) 李香蘭 支那の夜(映画) 長谷川一夫 李香蘭 伏水修(監督) 東寶映畫 <曲：服部良一> <詞：西條八十>
1944-07-01~07-03 蘇州夜曲(日語) 李香蘭 李香蘭女士獨唱會(3日4場) 上海.蘭心大戲院 
1945-06-23~06-25 蘇州夜曲(日語) 李香蘭 李香蘭女士歌唱會(3日6場) 上海.大光明大戲院 
1953-03-11 蘇州夜曲(日語) 山口淑子 抱擁(映画) 山口淑子 三船敏郎 マキノ雅弘(牧野雅弘)(監督) 東宝
1953-00-00 蘇州夜曲(日語) 山口淑子 蘇州夜曲-黒い百合(78轉) Columbia JL-31 (2213581 / 1213796) 
1964-02-00 蘇州夜曲(日語) 山口淑子 中国名曲集(EP.33轉) 胡美芳(Side-A) 山口淑子(Side-B) Columbia AMM-59 
1965-05-00 蘇州夜曲(日語) 山口淑子 中国名曲集(EP.45轉) 胡美芳(Side-A) 山口淑子(Side-B) Columbia AA-65

### 最早唱片版本
在电影《支那の夜》中，《蘇州夜曲》和《想兄谱》分别由李香兰和服部富子演唱，但由于歌曲创作者（如服部良一）属于日本哥伦比亚唱片公司，而当时李香兰和服部富子皆属于日本帝蓄唱片公司，所以兩人都沒有將兩首歌曲灌錄成唱片。而在影片上映几个月后，单独录成唱片的《苏州夜曲》对唱版推出，是由哥伦比亚唱片公司的雾岛昇和渡邊はま子(渡边浜子)合唱的，成为最初的翻唱版本，也就是最早的唱片版本。同样原因，后来发行的《想兄谱》唱片也是由哥伦比亚唱片公司的渡边浜子灌录的。
戰後，渡邊はま子與霧島昇也分別灌錄過獨唱的版本。

### 渡邊はま子(渡辺はま子)/霧島昇早期版本
1940-08-00 蘇州夜曲(日語) 渡邊はま子 霧島昇 東寶映画支那の夜主題歌-蘇州夜曲(78轉) Columbia 100063 (1206633) 
1940-08-00 蘇州夜曲(日語) 渡邊はま子 霧島昇 想兄譜-蘇州夜曲(78轉) Columbia 100063 (41993-F)　(《想兄譜》：渡邊はま子主唱)
1940-00-00 蘇州夜曲(日語) 渡邊はま子 霧島昇 蘇州夜曲-月のデッキ(78轉) Columbia A-158 (1206633 / 2205357)　(《月のデッキ》：霧島昇主唱)
1967-06-00 蘇州夜曲(日語) 霧島昇 昭和の流行歌第1集(2LP)-LP2 (various artists) Columbia ALS-4250~1 
1969-00-00 蘇州夜曲(日語) 渡辺はま子 支那の夜-懐かしのアルバム(LP) Victor SJX-16 
1969-00-00 蘇州夜曲(日語) 渡辺はま子 支那の夜-懐かしのアルバム(LP.海外版) JVC-Nivico SJX-16 
1972-11-00 蘇州夜曲(日語) 霧島昇 支那の夜-蘇州夜曲(EP) 美空ひばり(美空雲雀) 霧島昇 Denon / Columbia D-55

## 翻唱版本

### 日语翻唱版 (表一)
《蘇州夜曲》是日本在战时最具代表性的歌谣曲之一，流传至今，被数十位日本专业歌手翻唱。以下是一个比较完整的收录专辑的列表。
- 雾岛昇/渡边浜子：1940年8月。
- 秋吉敏子：1956年，专辑『The Toshiko Trio』收录。
- Martin Denny：1958年，专辑『Exotica 2』收录。
- 胡美芳。
- 美空ひばり：1963年。
- 翁倩玉：1969年，专辑『レコード生活40年記念 服部良一魅力のすべて』收录。
- 雪村いづみ：1974年，专辑『Super Generation』收录。
- 戸川純：1982年，『蛹化の女～蜷川実花セレクション』收录。
- ASKA：1988年，专辑『SCENE』收录。
- SANDII：1990年，专辑『Come again』收录。
- 奥田民生：1993年，DVD『OKUDA TAMIO LIVE SONGS OF THE YEARS』收录。
- 多岐川舞子：1995年。
- HONZI：1996年，专辑『one』收录。
- 米良美一：1996年，专辑『母の唄 日本歌曲集』收录
- TRY-TONE：1997年，专辑『A Cappella 1』收录。
- 山本潤子：2000年，专辑『C'est du nanan!』收录。
- 庄野真代 with 浜田山～ず：2001年，专辑『Time Traveller vol.1 時代の夜汽車』收录。
- 石川さゆり：2001年，专辑『石川さゆり音楽会 2001秋』收录。
- EPO：2001年，专辑『Air』收录。
- 香西かおり：2001年，专辑『綴織百景VOL.8 のすたるじい』收录。
- おおたか静流：2002年，专辑『恋文』收录。
- 黒川泰子：2002年，专辑『Beautiful our LOVE』收录。
- 遊佐未森：2002年，专辑『檸檬』收录。
- 渡辺美里：2002年，专辑『Café mocha 〜うたの木〜』收录。
- Ann Sally：2003年，专辑『moon dance』收录。
- 平原綾香：2003年，专辑「Jupiter」収录。
- 川中美幸：2006年，专辑『川中美幸 服部良一を唄う』收录。
- INO hidefumi：2006年，专辑『Satisfaction』收录。
- 小田和正：2007年，专辑『服部良一 〜生誕100周年記念』收录。
- 夏川りみ：2007年，专辑『歌さがし 〜リクエストカバーアルバム〜』收录。
- 八代亜紀：2007年。
- 100s：2007年，专辑『ALL!!!!!!』收录。
- KOKIA：2008年，专辑『Fairy Dance 〜KOKIA meets Ireland〜』收录。
- 二階堂和美：2008年，专辑『ニカセトラ』收录。
- 藤田恵美：2008年，专辑『ココロの食卓 〜おかえり愛しき詩たち〜』收录。
- UA：2010年，专辑『KABA』收录。
- 桑田佳祐：2010年。
- みとせのりこ：2010年，专辑『yorlga』收录。
- 蘭華：专辑『昭和を詠う〜大切なものへ〜』收录。
- 浅草ジンタ：2012年，专辑『NIP POP』收录。
- 島谷ひとみ：2012年，专辑『Sign Music』收录。
- 石原詢子：2013年，专辑『さよなら酒』收录。
- 高畑充希：2014年

### 日語翻唱版本 (表二)
1963-10-00 美空ひばり(美空雲雀)　蘇州夜曲-城ヶ島の雨(EP)　Nippon Columbia SAS-112 
1964-11-00 美空ひばり(美空雲雀)　美空ひばりのヒット・ショー-第1集(LP)　Nippon Columbia JLS-101 
1969-00-00 ジュディ・オング(翁倩玉)　レコード生活40年記念-服部良一魅力のすべて(2LP)-LP1 (various artists)　Nippon Columbia ALS-4455-6 
1969-01-00 都はるみ(都春美)　支那の夜-都はるみオリエンタル旅情(LP)　Columbia ALS-5079 
1969-01-00 都はるみ(都春美)　中國の夜-都はるみオリエンタル旅情(LP)　Denon ALS-5079 
1969-03-00 都はるみ(都春美)　都はるみオリエンタル旅情(EP)　Columbia ASS-414 
1971-01-00 蘇州夜曲(日語.國語) 胡美芳　鳳凰花-夜来香-雨夜花(LP)　Columbia ALS-4553 
1971-01-00 蘇州夜曲(日語.國語) 胡美芳　鳳凰花-夜来香-雨夜花(LP)　Denon(天龍) ALS-4553 
1971-09-25 島倉千代子　服部メロディを歌う-夜のプラットホーム(LP)　Columbia ALS-5163 
1974-07-25 雪村いづみ(雪村泉)　Super Generation(LP)　Nippon Columbia 
1982-05-16~08-22 戸川純　刑事ヨロシク(電視劇.全10回) 北野武 岸本加世子 戸川純　TBS　(這歌曲收錄於2012年戸川純的CD《蛹化の女~蜷川実花セレクション》)
1984-03-00 Ryota Nakanishi(中西良太)　China Baby In My Arms......Ryoichi Hattori Songs(LP) 中西良太 吉田光希　Columbia AF-7268 
1985-07-01 河合奈保子　Showa Rhapsody-服部良一作品集(2LP) (various artists)　Nippon Columbia AX-7423~4 
1987-11-21 胡美芳　夜来香(CD)　Nippon Columbia 28CA-1941 
1990-02-10 八代亜紀　服部メロディを唄う(CD)　Columbia COCA-4550 
1991-00-00 野村玲子　ミュージカル李香蘭(音樂劇李香蘭)(首演) 劇団四季 野村玲子 芥川英司 淺利慶太(監督) 
1991-02-20 Sandii(Sandii Suzuki.鈴木あや)　Come Again(CD)　Eastworld TOCT-5996 
1991-11-21 石川さゆり(石川小百合)　二十世紀の名曲たち-第1集(CD)　Nippon Columbia COCA-9088 
1995-11-21 多岐川舞子　昭和の名曲第四集(CD)　Nippon Columbia COCA-13025 
1996-01-01 遠TONE音 & CIRCUS _　Tone & Harmony(CD)　Asia Breathing 
1996-09-21 米良美一(假聲男高音)　母の唄~日本歌曲集(CD)　King Records KICC-202 
1996-09-26 Honzi(本地陽子)　one(CD)　Polystar PSCR-5529 
2000-04-21 山本潤子　c'est-du-nanan!(CD) nanan(山本潤子.吉川忠英.高水健司.浜口茂外也.新川博)　Aosis Records / Victor Entertainment VICL-69008 
2001-09-05 香西かおり(香西薰)　綴織百景Vol.8~のすたるじい(CD)　Polydor UPCH-1100 
2001-12-21 庄野真代　Time Traveler Vol.1~時代の夜汽車(CD) 庄野真代 with 浜田山～ず　S2S SSDF-5001 
2002-02-27 Sizzle Ohtaka(Shizuru Ohtaka.おおたか静流)　Twin Perfect Collection(2CD)-Disc-2　Teichiku Entertainment(帝蓄娛樂) TECN-35769~70 
2002-07-10 遊佐未森　檸檬~Lemon(CD)　Eastworld TOCT-24813 
2002-09-19 おおたか静流(Sizzle Ohtaka.Shizuru Ohtaka)　恋文(CD)　M&I / Pony Canyon MYCJ-30156 (現場錄音) 
2003-05-08 五十嵐はるみ　Marbles Chat(CD)　Dream Machine Jazz DZCJ-1008 
2003-04-09 Ann Sally(アン・サリー.安佐里)　Moon Dance(ムーン・ダンス)(CD)　Videoarts Music VACM-1223 
2003-11-08 / 2010-00-00 / 2024-02-10 桑田佳祐　やさしい夜遊び(電台節目)　Tokyo FM 
2003-12-17 平原綾香　Jupiter(CD Single)　Dreamusic MUCD-5046 
2004-02-18 平原綾香　Odyssey(CD)　Dreamusic MUCD-1106 
2006-08-23 島津亜矢　BS日本のうたIV(CD)　Teichiku Entertainment(帝蓄娛樂) TECE-30654 
2006-10-01 川中美幸　服部良一を唄う(CD)　Teichiku Entertainment(帝蓄娛樂) 
2007-02-11~02-12 上戸彩　2夜連続ドラマスペシャル・李香蘭(電視劇) 上戸彩(飾演李香蘭) 菊川怜(飾演川島芳子)　テレビ東京(東京電視台) 
2007-05-16 100s　ALL!!!!!!(CD)　Avex Marketing 
2007-10-17 小田和正　服部良一~生誕100周年記念トリビュート・アルバム(CD) (various artists)　Universal Music 
2007-11-21 夏川りみ(夏川里美)　歌さがし~リクエストカバーアルバム(CD)　Victor Entertainment VICL-62661 
2008-07-09 戸川純　Togawa Legend~Self Select Best & Rare~1979-2008(3CD)-CD3 戸川純 & various artists _　SMDR GT Music MHCL-1285~7 
2008-08-16 蘇州夜曲(日語).(2008)(國語) 川本睦子 muz. quartet _　muz. quartet(CD)　Jazz Lab JLR0801 
2008-12-05 二階堂和美　ニカセトラ(CD)　P Vine PCD-93173 
2008-12-10 日野美歌　横浜フォール・イン・ラブ(Yokohama fall in love)~Premium version(CD)　フリーボード(Freeboard) 
2009-01-23 野村玲子　ミュージカル李香蘭(音樂劇李香蘭)(DVD) 劇団四季 野村玲子 芥川英司 淺利慶太(監督)　NSDS-12863 
2009-02-25 Aska(飛鳥涼)　Aska Symphonic Concert Tour 2008~"Scene"(2DVD)-DVD1  
2009-03-28 天童よしみ(天童芳美)　天童節(第十八集)-昭和演歌名曲選(CD)　Teichiku Entertainment(帝蓄娛樂) 
2009-05-12 龍吟樂團　日語經典選集6(網上版)　龍吟唱片 
2009-05-20 氷川きよし(冰川清志)　演歌名曲コレクション10~浪曲一代(CD)　Nippon Columbia COCP-35617 
2009-05-20 氷川きよし(冰川清志)　演歌名曲コレクション10~浪曲一代(CD+DVD)　Nippon Columbia COZP-371-2 
2009-09-16 渡辺はま子(渡邊浜子) 宇佐美清　Golden Best(2CD)-CD1 渡辺はま子　Victor 
2010-02-24 夏川りみ(夏川里美)　歌さがし~亜洲之風(2CD)-CD1　Victor VICL-63541~2　(CD1為日語，CD2為對應的中国語版)
2012-02-22 島谷ひとみ(島谷瞳)　Sign Music(2CD+DVD)　Avex Trax 
2012-02-22 島谷ひとみ(島谷瞳)　Sign Music(CD)　Avex Trax 
2012-07-25 戸川純　蛹化の女~蜷川実花セレクション(CD) 戸川純 (& various artists)　GT Music MHCL-2100　(這歌曲選自1982年TBS電視劇《刑事ヨロシク》) 
2012-11-14 浅草ジンタ(Asakusa Jinta)　NIP POP(CD)　KSR KCCD-504 
2013-01-30 為岡そのみ(為岡園美)　フルコース(CD)　KSR Corp 
2013-04-02 Lapis Lazuli　蘇州夜曲(single.網上版)　Goroku 
2013-05-08 倍賞千恵子　抒情歌ベスト(CD)　King Records KICW5416 
2013-07-03 石原詢子　さよなら酒(CD.限定盤)　Sony Music Direct MHCL-2294 
2013-07-03 石原詢子　さよなら酒~蘇州夜曲-東京ブギウギ(CD)　Sony Music Direct MHCL-2295 
2014-02-25 (2013-09-30~2014-03-29) 高畑充希　ごちそうさん(多謝款待)(第125回.全150回)(電視劇) 杏 東出昌大　NHK大阪放送局 
2014-06-18 Leika　蘇州夜曲(單曲.網上版)　NYA Records / Space Shower FUGA 
2015-05-13 三山ひろし(三山宏)　歌い継ぐ！昭和の流行歌Ⅵ(CD)　日本クラウン(Crown) 
2015-12-16 Erika(Erika Matsuo)　Nostalgia(CD.USA)　ERK Records 003 	
2016-04-29 陳佳　Kei 68(CD.通常版)　Paprika Records OSPR-0001 
2016-04-29 陳佳　Kei 68 International(CD.國際版)　Paprika Records OSPR-0002 
2016-09-26 蘇州夜曲(國語.日語) 澤田陽子　君に届け(CD)　Yoko Sawada 
2017-08-09 Chinami Kaminishi(上西千波)　Love & Peace~Towards the Future(CD)　Elec Records 
2018-09-19 Tsuzimi Marie(辰巳真理恵)(女高音)　 Ba, Be, Bi, Bo, Bu(CD)　King Records 
2019-11-06 Luft　昭和歌謡-月の沙漠1(網上版)　Airplane Label AP1081 
2024-02-21 井上芳雄　世紀のうた・心のうた-服部良一トリビュート(CD) (various artists)　Nippon Columbia / Nipponophone COCP-42193 
2024-03-13 さかいゆう(酒井優)　Singing Nippon in New York(網上版)　Augusta Records / Universal Music
2024-04-17 芙美子　優しい夜の歌(網上版)　芙美子 / BIG-UP! 
2024-04-24 鈴木ひかり Park Solina Band　蘇州夜曲-夜来香(EP)　Parktone Records PARK1056

### 國語原詞版本
最初的国语《苏州夜曲》由涤亚作词，于1943年发表，白虹演唱。曾在电影《宋家皇朝》(1997年)一片中被当做慰劳抗战国军的歌。
在1960、1970年代，《蘇州夜曲》在台灣曾改稱為《水鄉之戀》。
1943-00-00 蘇州夜曲(國語) 白虹 蘇州夜曲-白頭吟(78轉) 勝利唱片(Victor) 42220 <詞：滌亞>
1944-00-00 蘇州夜曲(國語) 白虹 蘇州夜曲-白頭吟(78轉.新加坡) 太陽唱片 LW-49105 
1964-00-00 蘇州夜曲(國語) 葉楓 你今晚來不來(LP) 天使唱片(Angel Records)-EMI S-3AE-137 
1967-12-00 水鄉之戀(蘇州夜曲)(國語) 吳靜嫻 珍珠唱片-我永遠愛着你(LP) 四海唱片(Four Seas Records) GMS-1061 
1968-00-00 蘇州夜曲(國語) 孫一華 My Best Hit-我一見你就笑(LP) 美亞唱片(Mayar Records) MS-1013 
1971-01-00 蘇州夜曲(日語.國語) 胡美芳 鳳凰花-夜来香-雨夜花(LP) Columbia ALS-4553 
1971-01-00 蘇州夜曲(日語.國語) 胡美芳 鳳凰花-夜来香-雨夜花(LP) Denon(天龍) ALS-4553
1976-03-00 水鄉之戀(蘇州夜曲)(國語) 楊燕 不要再提起(LP) 環球唱片(Universal Record) 
1978-00-00 蘇州夜曲(國語) 上官萍 中國之夜(LP) 麗歌(Regal)-EMI LRHX-937 
1981-00-00(約) 蘇州夜曲(國語) 燕雙雙(盧月詩) 第三集-噢！卡露妳在那裏-難忘的初戀情人(CS) 快樂唱片(Happy Records) HC-290 
1985-08-00 蘇州夜曲(國語) 費玉清 星夜的離別-雅音新篇第四輯(LP) 東尼機構(TONY) TONY-LP-059 
1990-02-01 蘇州夜曲(國語) 孔蘭薰 國語原聲帶(2CD)-CD2  金企鵝唱片 
1993-11-11 蘇州夜曲(國語) 林玉英 新酒館小唱2-譯曲新篇(CD) 南方唱片(NSR) NSR-CD-5004 
1997-05-01~06-25 蘇州夜曲(國語) 宋家皇朝(宋家三姐妹)(電影) 張曼玉 楊紫瓊 鄔君梅 張婉婷(導演) 嘉禾電影 
1998-12-14 蘇州夜曲(國語) 陳美安 熱銷歌舞金曲1(VCD) 南方唱片(NSR) GDVCD-C-7081 
2004-02-09 蘇州夜曲(國語) 毛惠茹 魅力典藏金曲-溜冰圓舞曲-香格里拉(網上版) 南方唱片(New Southern Records) 
(出版日期待考) 蘇州夜曲(國語) 姚蘇蓉 名曲精選3-岷江夜曲(CD) 第一唱片機構(Prime Interworld) GCD-2233 
2016-09-26 蘇州夜曲(國語.日語) 澤田陽子 君に屆け(CD) Yoko Sawada 
2016-12-30 蘇州夜曲(國語) 辛曉琪 明白(CD) 滾石唱片(Rock Records) 
2020-08-28 蘇州夜曲(國語) 辛曉琪 人生若只如初見演唱會(2CD)-CD1 滾石唱片(Rock Records)

### 不同國語/普通話/中国語歌詞版本
(出版日期待考) 蘇州夜曲(估計約1941至1942)(國語) 季燕芬 蘇州夜曲-黃昏的街頭(調寄：紅い睡蓮)(78轉) 高亭(Odeon) <詞：史何澎> (有說這版本比1943年白虹所唱的還要早，換言之，這可能才是第一個中文版本，但此說法仍有待出版日期的確定)
1961-01-01 Soochow Evening(蘇州夜曲)(1961)(國語.英語) Pan Wan Ching(潘迪華) Oriental Pearls(LP.Stereo) Diamond(鑽石唱片) SLP-1006 <詞：鳳三 / 潘迪華>
1962-01-01 Soochow Evening(蘇州夜曲)(1961)(國語.英語) Pan Wan Ching(潘迪華) Oriental Pearls(LP.Mono) Diamond(鑽石唱片) LP-1006
2007-09-09 蘇州夜曲(2007)(普通話) 王梓 滿街都是寂寞的朋友(CD) 塗鴉文化 CN-E07-07-705-00 <詞：湯旭東>
2008-08-16 蘇州夜曲(日語).(2008)(中国語) 川本睦子 muz. quartet _ muz. quartet(CD) Jazz Lab JLR0801 (三段歌詞，中間為中国語)
2010-02-24 蘇州夜曲(2008)(中国語) 夏川りみ(夏川里美) 歌さがし~亜洲之風(2CD)-CD2 Victor VICL-63541~2 (三段中国語歌詞，首段為川本睦子所唱中間一段)
2014-00-00 蘇州夜曲(2014)(普通話) 陳佳 (MV.網上版) <詞：Sindra>
2021-09-29 蘇州夜曲(2014)(普通話) 陳佳 劇中人(CD) 九州文化傳播.天藝文化傳播 CN-D14-08-709-00

### 閩南語/台語版本
1950-00-00 春(閩南語) 方靜(鶯燕閩劇團) 春-相思夢(調寄：蘇州夜曲-支那の夜)(78轉.新加坡) 巴樂風(Parlophone) DPE-5511 
1992-08-01 蘇州夜曲(台語) 龍千玉 龍千玉5-愛你無惜代價-半邊月(CD) 豪記影視唱片(HCM Music) <詞：董威>

### 粵語版本
1958-00-00 苦海紅蓮(粵語) 許艷秋 苦海紅蓮-人月團圓(78轉) 許艷秋 呂紅 周聰 和聲唱片(Wo Shing Records) W80139B <詞：周聰>

### 英語/泰語版本
1961-01-01 Soochow Evening(蘇州夜曲)(1961)(國語.英語) Pan Wan Ching(潘迪華) Oriental Pearls(LP.Stereo) Diamond(鑽石唱片) SLP-1006 <詞：鳳三 / 潘迪華>
(出版日期待考) สวรรค์เป็นของเรา(英語.泰語) จินตนา สุขสถิตย์(Chintana Suksatit) สวัสดีความรัก~จูบลา(LP)  Apple SP-106 <英詞：潘迪華>